# Nợ thị trường mới nổi
Nợ thị trường mới nổi (EMD) là một thuật ngữ được sử dụng để bao gồm các trái phiếu được phát hành bởi các nước kém phát triển. Nó không bao gồm các khoản vay từ chính phủ, các tổ chức siêu quốc gia chẳng hạn như IMF hoặc các nguồn tư nhân, mặc dù các khoản vay được chứng khoán hoá và phát hành ra thị trường có thể được bao gồm. Một thảo luận rộng hơn về tất cả các loại vay mượn của các nước đang phát triển có tại nợ của các nước đang phát triển.

## Phát hành
Nợ thị trường mới nổi chủ yếu được phát hành bởi các tổ chức phát hành có chủ quyền. Nợ doanh nghiệp không tồn tại trong thể loại này, nhưng các công ty trong các nước đang phát triển thường có xu hướng vay từ các ngân hàng và các nguồn khác, vì phát hành nợ công đòi hỏi cả thị trường phát triển tương đối đầy đủ lẫn nhu cầu vay vốn lớn. Phát hành có chủ quyền về lịch sử đã được phát hành chủ yếu bằng ngoại tệ (nợ nước ngoài), hoặc USD hoặc Euro (ngoại tệ mạnh so với đồng nội tệ). Tuy nhiên, trong những năm gần đây, sự phát triển của hệ thống hưu trí tại một số quốc gia đã dẫn đến sự phát hành bằng nội tệ ngày càng tăng.
EMD có xu hướng có một xếp hạng tín dụng thấp hơn so với các nợ công khác vì những rủi ro kinh tế và chính trị gia tăng - nơi mà hầu hết các nước phát triển có xếp hạng tín dụng là AAA hoặc AA, thì hầu hết các phát hành EMD được đánh giá là dưới cấp độ đầu tư, mặc dù một vài nước được nhìn nhận có các cải thiện đáng kể đã được nâng cấp lên các xếp hạng BBB hoặc A, và một số ít các nước có thu nhập thấp đã đạt mức xếp hạng tương đương với các nước phát triển tiêu xài hoang phí hơn. Trong bối cảnh khủng hoảng tín dụng và cuộc khủng hoảng nợ công châu Âu 2010, một số quốc gia thị trường mới nổi đã nổi lên như là có thể ít bị rủi ro tín dụng hơn các thị trường phát triển.

## Lịch sử
Nợ thị trường mới nổi về lịch sử đã là một phần nhỏ của thị trường trái phiếu, vì phát hành sơ cấp bị hạn chế, chất lượng dữ liệu nghèo nàn, các thị trường kém thanh khoản và khủng hoảng là chuyện xảy ra thường xuyên. Tuy nhiên, kể từ khi ra đời của Kế hoạch Brady đầu thập niên 1990, việc phát hành đã tăng mạnh. Thị trường này vẫn tiếp tục là dễ bị khủng hoảng hơn các thị trường nợ khác, bao gồm cả khủng hoảng Tequila trong 1994-95, khủng hoảng tài chính Đông Á vào năm 1997, khủng hoảng tài chính Nga 1998 và khủng hoảng kinh tế Argentina trong 2001-2002.

## Đầu tư trên EMD
Các nhà đầu tư có xu hướng sử dụng các quỹ tương hỗ để đầu tư vào EMD, vì nhiều chứng khoán cá nhân trở nên dễ mất thanh khoản hơn trong các thị trường thứ cấp và Chênh lệch giá chào giá mời là quá rộng để trao đổi tích cực. Các chỉ số thị trường thống lĩnh đối với các khoản đầu tư bằng đồng đôla Mỹ là Chỉ số EMBI+ của JPMorgan, Chỉ số toàn cầu EMBI của JPMorgan và Chỉ số đa dạng toàn cầu EMBI của JPMorgan. Các ngân hàng khác cũng cung cấp các chỉ số.

## Các nước phát hành phát hành EMD
Nói chung thì các quốc gia cần vay tiền không quá công khai khi vay nợ trừ khi khoản vay lớn đến mức làm ảnh hưởng đến các chi phí có liên quan. Do vậy, phần lớn các quốc gia nhỏ và nghèo thì không được tính vào nhóm các nước phát hành EMD. Dưới đây là danh sách các quốc gia phát hành EMD:
- Argentina
- Brasil
- Bulgaria
- Chile
- Cộng hòa Nhân dân Trung Hoa
- Colombia
- Bờ Biển Ngà
- Cộng hòa Dominica
- Ecuador
- Ai Cập
- El Salvador
- Fiji
- Ghana
- Hungary
- Indonesia
- Iraq
- Liban
- Malaysia
- México
- Maroc
- Nigeria
- Pakistan
- Panama
- Peru
- Philippines
- Nga
- Serbia
- Seychelles
- Cộng hòa Nam Phi
- Tunisia
- Thổ Nhĩ Kỳ
- Ukraina
- Uruguay
- Venezuela
- Việt Nam

Nhiều quốc gia đã ngưng phát hành nợ dưới dạng EMD do nhu cầu vay giảm, chất lượng tín dụng tăng hay do kinh tế các nước này đã phát triển hơn. Một số ví dụ là Cộng hòa Séc, Ấn Độ, Kazakhstan, Ba Lan, Hàn Quốc và Thái Lan.